# La Noche
El diari vespertí barcelonès La Noche va ser fundat el 1924 per Joan Pich i Pon i pertanyia a l'empresa Publicaciones Gráficas. El primer número va sortir l'1 de novembre de 1924. La Noche es publicava en castellà, en format foli, tenia entre 12 i 20 pàgines, a 5 columnes, i es caracteritzava per l'ús del fotogravat i la tipografia amb il·lustracions.

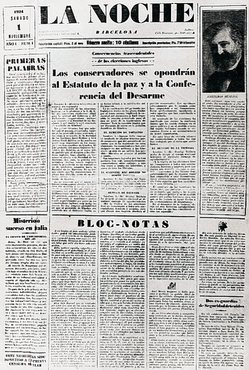
Primer número de La Noche

## Origen
La Noche va sortir de la mà de l'industrial Joan Pich i Pon quan aquest estava deslligat del Partit Republicà Radical, al qual després tornaria. Per això, al primer número advertia que “no lucirá ninguna escarapela política”. Va lluir aquest primer número una glossa de la primera nit de La Noche, escrita per Eugeni d'Ors, defenestrat feia poc de la Mancomunitat de Catalunya.
De tendència lerrouxista, Pich i Pon va ser un personatge d'humils orígens que, gràcies a la fortuna que va obtenir com a propietari d'una empresa d'electricitat, va ascendir a la política i va arribar a fundar el diari El Día Gráfico. Va ser alcalde de Barcelona el 1935 i governador general interí de Catalunya. La seva implicació en l'assumpte de l'estraperlo va motivar la seva dimissió i caiguda política el 1935.

## Trajectòria
Pich i Pon i els seus van sortir amb cròniques de tres corresponsals a l'estranger (París, Berlín, Londres), un conte quasi diari i un fulletó de Víctor Balaguer, Don Juan de Serrallonga, fidels a la seva vocació de diari arrevistat. Els dilluns oferien un diari esportiu com a complement de l'habitual. Els dimecres el dedicaven a reportatges de temes barcelonins.
El 1929 van plantejar un plebiscit entre els lectors per veure si reduïen les dimensions del diari, cosa que van fer. Dos anys més tard, el diari va perdre part del seu contingut gràfic i va començar a voltar en l'òrbita del Partit Radical, davant la reconciliació del seu propietari amb Lerroux. Hi varen publicar la carta de Ramón Franco al seu germà Francisco on li comunicava que es feia republicà (4-4-1931). El 1933 hi varen incloure a contraportada la secció Al entrar en máquinas amb la indicació “a las 6.30 de la tarde” per donar idea de fins quan esperaven per donar les notícies més recents als seus lectors.
Sancionats a l'octubre de 1934 per defensar algun dels condemnats en consell de guerra pels fets d'aquell mes, el diari havia anat entrant en una certa decadència.
En esclatar la guerra civil espanyola, va ser confiscat per la CNT i va ser nomenat director Jaume Balius, de l'Agrupació dels Amics de Durruti. El diari va ser hostil al govern de Juan Negrín format pel maig de 1937, on no hi havia cap cenetista: “Un gobierno del cual se ha eliminado el elemento obrero”.
El darrer número es va publicar el 23 de gener de 1939, i el diari va morir tres dies abans de la caiguda de Barcelona.

## Directors
- Màrius Aguilar Diana (1924-1933)
- Joaquim Montero Delgado (1933-1934)
- Luis Almerich Sellarés (1934-1936)
- Jaume Balius i Mir (1936)

## Redactors i col·laboradors
- Alexandre Plana
- Eugeni d'Ors
- Rossend Llates
- Joaquim Montaner
- Francesc Madrid
- Josep Artís (redactor cap)
- Badosa (fotògraf)
- Ignasi Ribera Rovira
- Rafael Moragas
- Esteve Busquets Molas
- Àngel Estivill
- Josep Maria Planas
- Jaume Passarell
- Francesc Aguirre (subdirector)
- Lluís Capdevila
- Guillermo Díaz Plaja
- Josep Aymamí Serra
- José D. Benavides
- Manuel Nogareda Barbudo (redactor en cap en 1936-39)
- Anna M. Martínez Sagi
- Pere Permanyer